# PHX Arena
A PHX Arena é um ginásio poliesportivo localizado na cidade de Phoenix, no Arizona, Estados Unidos. É sede das partidas do Phoenix Suns da National Basketball Association (NBA) e do Phoenix Mercury da Women's National Basketball Association (WNBA), e já sediou o Arizona Rattlers da Indoor Football League (IFL) e o Phoenix Coyotes da National Hockey League (NHL). 
Originalmente chamado de America West Arena, teve seu nome alterado em 2006 para US Airways Center, depois foi renomeado em 2015 como Talking Stick Resort Arena, em 2020 como PHX Arena, no ano seguinte como Phoenix Suns Arena e por último como Footprint Center. Tem capacidade de 17 071 espectadores em partidas de basquete e de 16 210 em partidas de hockey, além de comportar até 17 716 para shows.

## Galeria
- Interior na configuração para basquetebol